# 266. Infanterie-Division (Wehrmacht)
La 266. Infanterie-Division fu una divisione dell'esercito tedesco attiva durante la seconda guerra mondiale che venne creata nel 1943 e fu schierata lungo il Fronte Occidentale dove fu distrutta nel 1944.

## Storia
La divisione fu istituita il 20 maggio 1943 nell'area di addestramento militare di Münsingen e fu trasportata a ovest alla fine di luglio, dopo l'arrivo in Francia fu schierata come forza di occupazione per la protezione costiera in Bretagna, nella zona di Lannion. Dopo lo sbarco in Normandia il 6 giugno 1944, la divisione fu distrutta nelle battaglie intorno a Saint-Malo ad agosto e fu formalmente sciolta il 29 settembre 1944.

## Ordine di battaglia
- Grenadier-Regiment 897
- Grenadier-Regiment 898
- Grenadier-Regiment 899
- Artillerie-Regiment 266
- Pionier-Bataillon 266
- Divisions-Nachrichten-Abteilung 266
- Divisions-Nachschubführer 266[1]

## Comandanti
- Generalleutnant Karl Spang (1º giugno 1943 - 29 settembre 1944)[1]